# TinyMCE
TinyMCE es un editor de texto WYSIWYG para HTML de código abierto que funciona completamente en JavaScript y se distribuye gratuitamente bajo licencia LGPL
Al ser basado en JavaScript TinyMCE es independiente de la plataforma y se ejecuta en el navegador de internet. Tiene la habilidad de convertir un campo del tipo textarea u otros elementos de html en instancias del editor. Se puede integrar fácilmente a cualquier CMS. Incluye el idioma español.

## Soporte de navegadores
- Internet Explorer
- Firefox
- Chrome
- Safari
- Opera

## Enlaces
- Sitio web oficial (en inglés)
- Ejemplo funcional de TinyMCE (en inglés)

- Datos: Q572792
- Multimedia: TinyMCE / Q572792